# Europese weg 52
De Europese Weg 52 of E52 is een Europese weg die loopt van Straatsburg in Frankrijk naar Salzburg in Oostenrijk.

## Algemeen
De Europese weg 52 is een Klasse A West-Oost-verbindingsweg en verbindt het Franse Straatsburg met het Oostenrijkse Salzburg en komt hiermee op een afstand van ongeveer 520 kilometer. De route is door de UNECE als volgt vastgelegd: Straatsburg - Appenweier - Karlsruhe - Stuttgart - Ulm - München - Salzburg.